# Lili Marberg

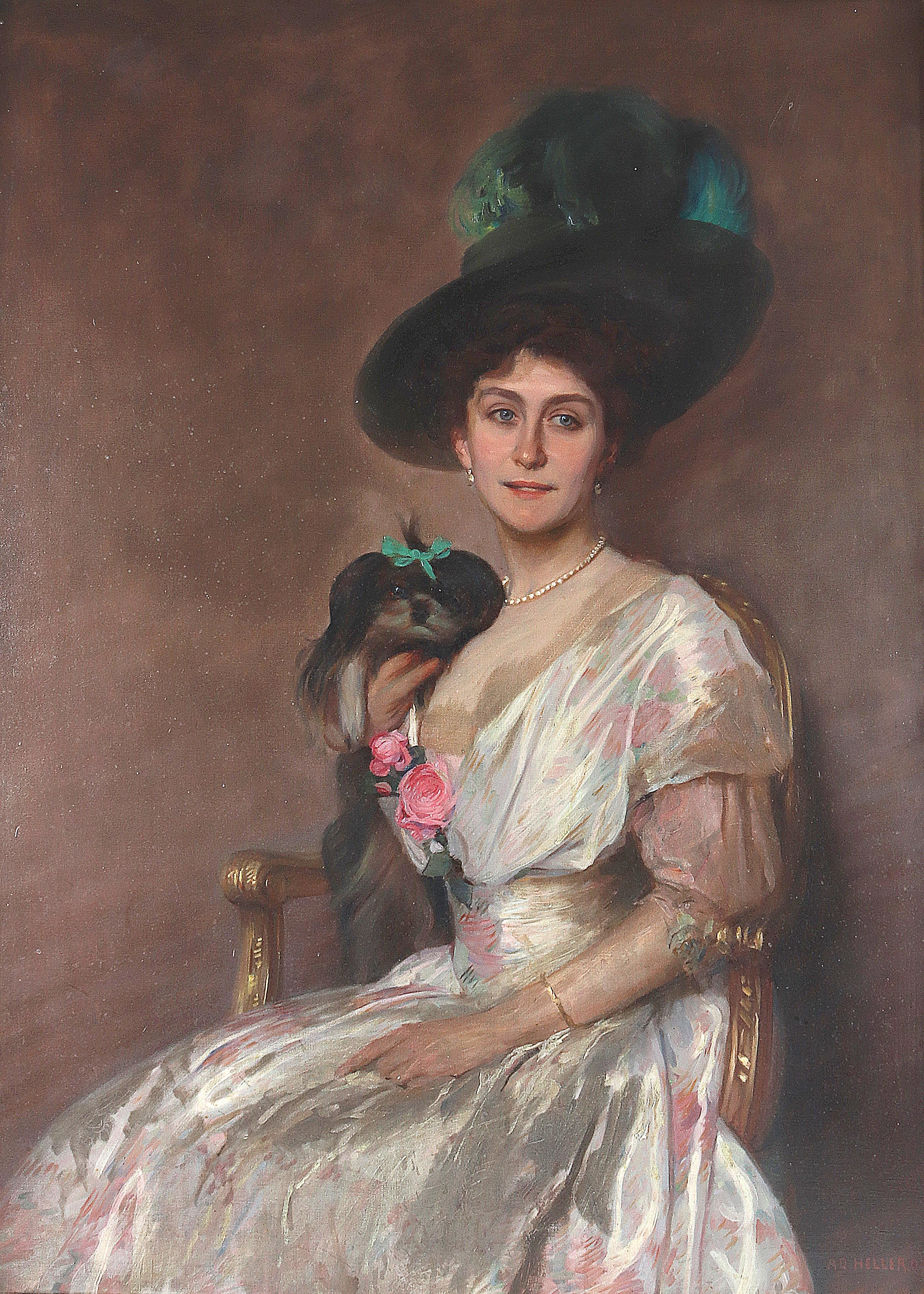
Adolf Heller: Bildnis der Hofschauspielerin Lili Marberg (1907)

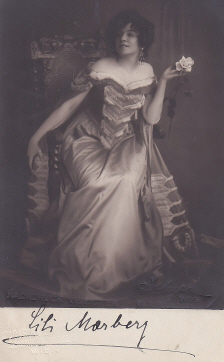
Franz Xaver Setzer: Lili Marberg (ohne Jahr)

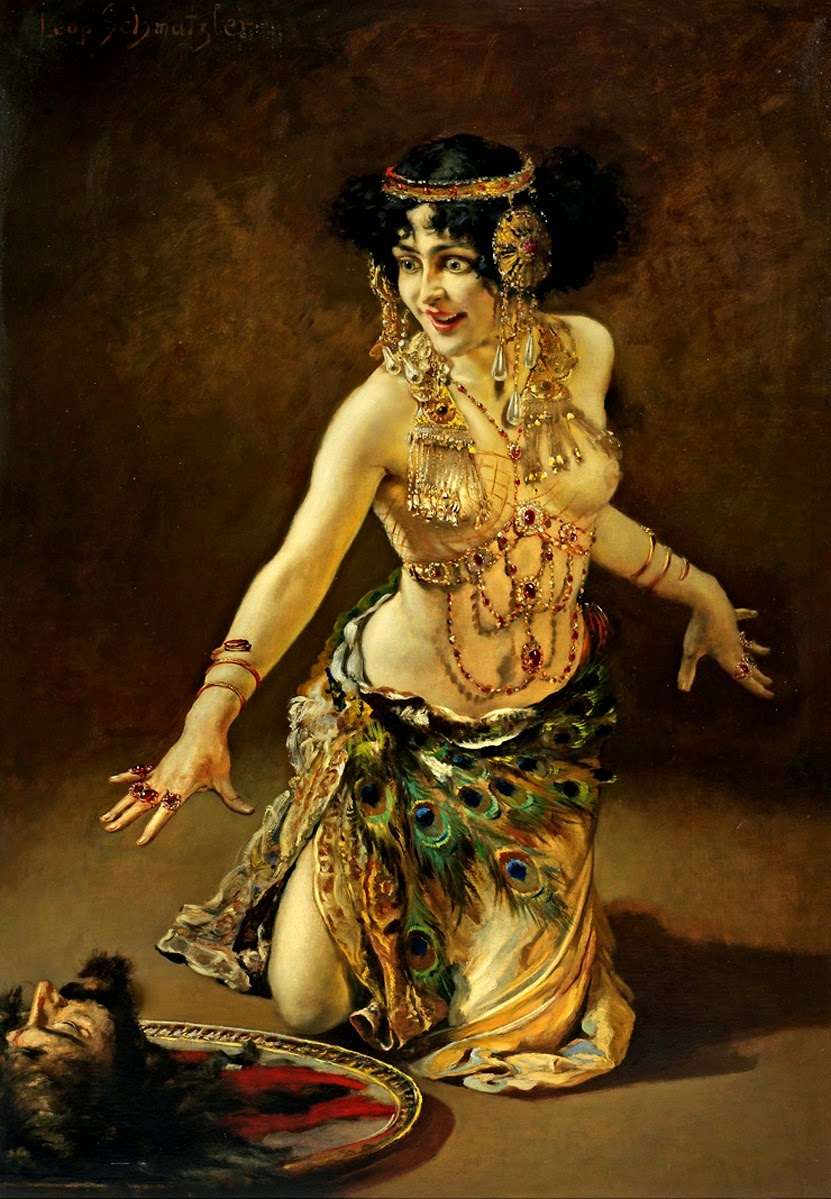
Leopold Schmutzler: Lili Marberg als Salome (um 1905). Sammlung Jack Daulton, USA.

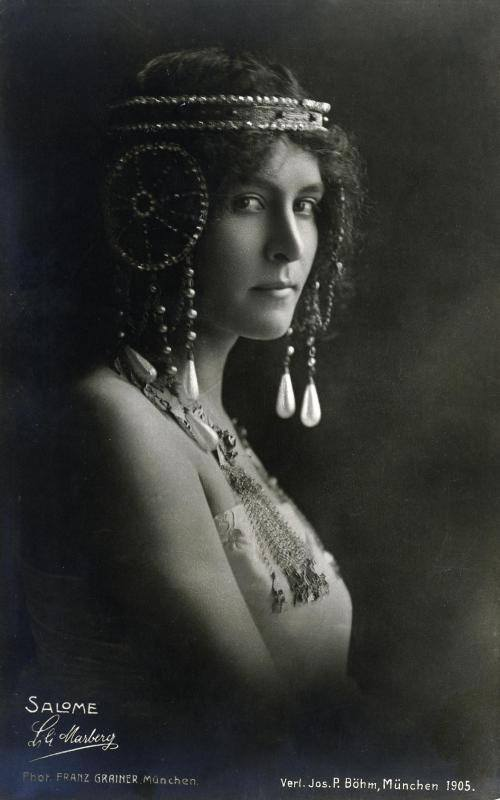
Franz Grainer: Lili Marberg (1905)

Lili Marberg (geboren 9. Dezember 1876 in Grimma; gestorben 8. April 1962 in Wien) war eine deutsche und österreichische Schauspielerin.

## Leben
Lili Marberg besuchte kurze Zeit das Konservatorium in Dresden, ging dann aber als Dilettantin an das Theater in Zwickau, um Schauspielerin zu werden. 1898 bis 1900 war sie am Theater in Elberfeld-Barmen engagiert. Nach einer Spielzeit am Thalia-Theater in Hamburg wechselte sie ans Münchner Schauspielhaus und sorgte ab 1903 für Furore in Oscar Wildes Stück Salome, das mehrere Jahre auf dem Spielplan blieb. 1907 wurde sie als Nachfolgerin von Helene Odilon an das Deutsche Volkstheater in Wien geholt. 1911 wechselte sie ans Wiener Burgtheater, dem sie bis 1950 angehörte. Bereits am 14. Oktober 1911 hatte sie an der Burg die weibliche Hauptrolle in der Uraufführung von Arthur Schnitzlers Das weite Land. In der Uraufführung von George Bernard Shaws Stück Pygmalion, das zuerst in deutscher Sprache am 16. Oktober 1913 aufgeführt wurde, spielte sie mit Max Paulsen in den Hauptrollen. Sie spielte in den neuen Stücken Frank Wedekinds, Gerhart Hauptmanns und Henrik Ibsens. Im Alter wechselte sie ins Charakterfach. 1937 spielte sie in der Uraufführung von Rudolf Henz’ Kaiser Joseph II.
Sie wurde Ehrenmitglied des Burgtheaters, erhielt den Titel einer Kammerschauspielerin und wurde zur Professorin ernannt.
Marberg war die zweite Ehefrau des Innenarchitekten Karl Hans Jaray (1872–1944). Der Schauspieler Hans Jaray war ihr Stiefsohn, er musste als Jude nach dem Anschluss Österreichs aus rassischen Gründen aus dem Deutschen Reich fliehen.
Marberg ist auf dem Grinzinger Friedhof beerdigt.

## Autobiografie
- Es war so komisch. Europäischer Verlag, Wien 1937.